# Autobusna linija br. 216 u Zagrebu
Linija 216 (Kvaternikov trg – Resnik – Ivanja Reka) dnevna je autobusna linija u Zagrebu.
Prometuje svaki dan na trasi: Kvaternikov trg – Heinzelova ulica – Slavonska avenija – servisno-industrijska cesta – Čulinečka cesta – II. Resnik – I. Resnik – Ivanjorečka cesta (smjer B: Ulica Stjepana Jakopovića) – Ulica sv. Ivana – Sv. Ivana - Dane Grubera
Povezuje Ivanju Reku, Resnik i Kozari bok s Kvaternikovim trgom gdje se ostvaruje presjedanje na tramvaj.

## Vanjske poveznice
- Vozni red linije 216

1. ↑  Datoteke u GTFS formatu. zet.hr. Pristupljeno 5. lipnja 2025. - Sadrži informacije tijela javne vlasti u skladu s Otvorenom dozvolom